# Alexander James Carlyle
Alexander James Carlyle, född 1861 och död 1943, var en skotsk präst och historiker.
Carlyle var universitetslärare i Oxford, och höll 1918 Olaus-Petriföreläsningar i Uppsala: Den engelska kyrkan och kyrkans enhet (Kyrkans enhet 1919). Av Carlyles övriga skrifter märks History of mediaeval political theory in the west (5 band, 1903-28, tillsammans med R. W. Carlyle), Christianity in history (1917, tillsammans med J. V. Bartlet), och The Christian church and liberty (1924).